# 우리산업홀딩스
우리산업홀딩스 주식회사는 대한민국의 지주회사이다.

## 역사
1989년 2월 27일 설립되었으며, 2003년 10월에 코스닥시장에 주권을 상장하였다.분할 전인 2015년 3월 31일까지 자동차 부품 제조 및 판매 등을 주업으로 영위하고 있었으나, 2015년 4월 1일로 분할 신설회사인 '우리산업㈜'에게 자동차 부품 제조 및 판매 사업부문을 인적분할하였다. 이에 따라 상호를 '우리산업홀딩스 주식회사'로 변경하였으며, 지주사업 및 임대사업 등을 영위하는 지주회사로 전환하였다.

### 관련 문헌
- “'테슬라發 급등' 우리 자회사 '희비교차'”. 《더벨》. 2024년 2월 16일.
- “우리산업홀딩스 강세, 현대모비스 美에 전기차 부품 공장 건설”. 《국제뉴스64》. 2022년 11월 24일.